# التعديل الجيني العلاجي
يشير التعديل الجيني العلاجي إلى تغيير عملية التعبير الجيني في أحد مراحلها المختلفة، بهدف التخفيف من بعض أشكال الأمراض. ويختلف عن العلاج الجيني بأن التعديل الجيني يهدف إلى تغيير التعبير عن الجين الداخلي (قد يكون من خلال إدخال الجين الذي يشفر بروتينًا معدلاً جديدًا) بينما يتعلق العلاج الجيني بإدخال الجين الذي يساعد منتجه المتلقي مباشرة.
يمكن أن تتوسط عوامل ربط الحمض النووي في عملية تعديل التعبير الجيني على مستوى النسخ (والتي قد تكون عوامل نسخ اصطناعية) أو جزيئات صغيرة أو نوكليوتيدات عديدة اصطناعية. يمكن أيضًا أن يتواسط تدخل الرنا في مرحلة ما بعد النسخ.

## التعديل الجيني النسخي
تُستخدم في طريقة التعديل الجيني العلاجي العوامل التي تعدل النسخ الداخلي من خلال استهداف تلك الجينات على مستوى المجموع المورثي (أو ما يُعرف بالجينوم) خاصة. ميزة هذه الطريقة عن التعديل على مستوى الرنا المرسال أو البروتين هي أن كل خلية تحتوي على نسخة واحدة من الجينوم وبالتالي فإن عدد النسخ المستهدفة أقل بكثير، مما يسمح نظريًا بإعطاء الأدوية بجرعات أقل بكثير.
تتميز هذه الطريقة أيضًا بالعديد من المزايا مقارنة بالعلاج الجيني التقليدي. يجب أن ينتج عن استهداف النسخ الداخلي مباشرة تعبير صحيح نسبيًا لمتغيرات عملية التوصيل (أو إزالة الإنترونات). بالمقابل، يقدم العلاج الجيني التقليدي عادةً جينًا يمكنه التعبير عن نسخة واحدة فقط، بدلاً من مجموعة نسخ التوصيل التي نحصل عليها بطريقة حساب العناصر المتفاعلة. بالإضافة إلى ذلك، يمكن استهداف الجينات التي المُدخلة فيروسيًا لتوصيل الجينات عن طريق عملية المَثيلة التي يمكن أن تبطل تأثير العلاج الجيني التقليدي. لا يُتوقع أن يشكل هذا عائقًا في التعديل النسخي؛ لأنه يعمل على الحمض النووي الداخلي.
يوجد ثلاث فئات رئيسية من العوامل التي تشكل معدلات نسخ جينية: نوكليوتيدات متعددة ثلاثية الشكل، وبولي أميدات اصطناعية، والبروتينات المرتبطة بالحمض النووي منقوص الأكسجين.

### النوكليوتيدات المتعددة ثلاثية الشكل

#### تعريفها
النوكليوتيدات المتعددة ثلاثية الشكل هي إحدى الوسائل المحتملة للحصول على تعديل جيني علاجي. يبلغ طول هذه النوكليوتيدات حوالي 10-40 زوجًا من الأسس، ويمكن أن ترتبط بالأخدود الرئيسي للحمض النووي مزدوج السلسلة مما يؤدي إلى نشوء سلسلة ثالثة أو حلزون ثلاثي. يحدث الارتباط في مناطق بولي بورين أو بولي بريميدين عبر روابط هوغستين الهيدروجينية مع قواعد البيورين (A / G) الموجودة على الحمض النووي الذي يأخذ شكل حلزون مزدوج.

#### كيف يعملون
يمكن أن تكون النوكليوتيدات المتعددة ثلاثية الشكل إما جزيئات بولي يورين أو بولي بيريميدين وترتبط بأحد سلسلتي الحلزون المزدوج إما في اتجاه موازٍ أو معاكس للتوازي مع مناطق البولي يورينات والبولي بيريميدينات. نظرًا لأن رموز التعرف على الحمض النووي مختلفة في الطريقة المتوازية عن المعاكسة للتوازي لربط النوكليوتيدات المتعددة ثلاثية الشكل، فإن هذه النوكليوتيدات المكونة من بيريميدينات (C / T) ترتبط بالسلسلة الغنية بالبيورين للحلزون المزدوج المستهدف عبر روابط الهوغستين الهيدروجينية بطريقة موازية. تترابط النوكليوتيدات المتعددة ثلاثية الشكل المكونة من البورينات (A / G) والبيورين المختلط والبيريميدين مع نفس السلسلة الغنية بالبيورين عبر روابط الهوغستين العكسية بطريقة معاكسة للتوازي. يمكن لهذه النوكليوتيدات التعرف على السلاسل المطلوبة الغنية بالبيورين للحمض النووي المزدوج.

#### المضاعفات والقيود
من أجل ربط أشكال النوكليوتيدات المتعددة ثلاثية الشكل بطريقة موازية وإنشاء روابط هيدروجينية، تحتاج ذرة النيتروجين الموجودة في الموضع 3 على السيتوزين إلى البروتونات، ولكنها لا تكون موجودة في هذا الموضع عند مستويات الأس الهيدروجيني الفسيولوجية، مما قد يمنع الارتباط المتوازي.
يتمثل أحد القيود الأخرى في أن النوكليوتيدات المتعددة ثلاثية الشكل يمكنها فقط الارتباط بسلاسل غنية بالبيورين وهذا قد يحد من المواقع التي سترتبط بها على الحمض النووي المزدوج. وفي حال أوجدنا طريقة تسمح للنوكليوتيدات المتعددة ثلاثية الشكل بالارتباط بقواعد البيريميدين، ستستطيع هذه النوكليوتيدات الارتباط بأي جزء من الجينوم، والجينوم البشري غني بتسلسلات بولي بورين وبولي بريميدين مما قد يؤثر على نوعية النوكليوتيدات المتعددة ثلاثية الشكل التي سترتبط بالحمض النووي. تتمثل إحدى طرق التغلب على هذه المشكلة في تطوير نوكليوتيدات متعددة ثلاثية الشكل ونيوكليوتيدات معدلة تعمل كأحماض نووية مقفلة لزيادة تقارب هذه النوكليوتيدات من تسلسلات محددة.
تشمل القيود الأخرى المخاوف المتعلقة بتقارب الارتباط والنوعية، وثبوتيتها في الكائن الحي، والامتصاص في الخلايا. يحاول الباحثون التغلب على هذه القيود عن طريق تحسين خصائص النوكليوتيدات المتعددة ثلاثية الشكل من خلال التعديلات الكيميائية، مثل تعديل الجزء الأساسي من النوكليوتيدات المتعددة ثلاثية الشكل لتقليل التنافر الكهروستاتيكي بين النوكليوتيدات والحمض النووي. أيضًا بسبب وزنها الجزيئي المرتفع، فإن امتصاص الخلايا لها محدود وتشمل بعض الاستراتيجيات للتغلب على ذلك عوامل تكثيف الحمض النووي، واقتران النوكليوتيدات المتعددة ثلاثية الشكل ببقايا كارهة للماء مثل الكوليسترول، أو عوامل نفاذية الخلية.